# Malthinus muehlei
Malthinus muehlei là một loài bọ cánh cứng trong họ Cantharidae. Loài này được Svihla miêu tả khoa học năm 1990.